# Santa Cruz de Tenerife

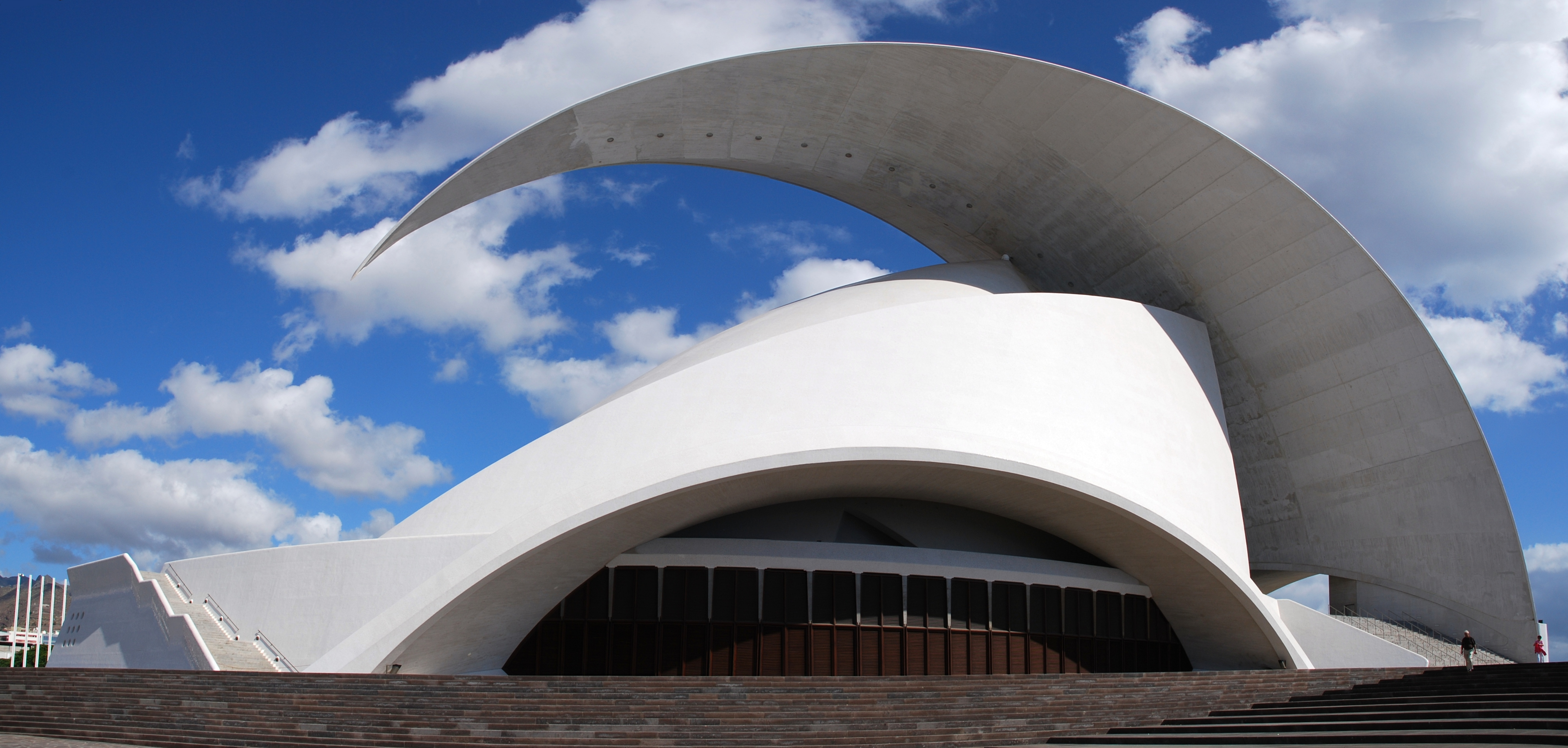
Auditorio de Tenerife

Santa Cruz de Tenerife – jedno z miast Wysp Kanaryjskich, liczące ponad 222 tys. mieszkańców. Jest drugim, po Las Palmas, co do liczby mieszkańców miastem Wysp Kanaryjskich i zarazem największym miastem Teneryfy. Wraz z Las Palmas jest stolicą lokalnej autonomii.
Jest ośrodkiem turystyki masowej, przyciągającym corocznie miliony turystów. Jest też ważnym portem transatlantyckim. Port służy do eksportu lokalnych produktów – bananów, tytoniu i warzyw oraz dużemu importowi zaopatrzeniowemu. Obecnie turystyka jest zdecydowanie największym źródłem dochodu miasta, ale w granicach Santa Cruz działa również dobrze prosperująca rafineria, zbudowana w 1930 roku. Ponadto w mieście rozwinął się przemysł chemiczny oraz spożywczy.
Symbolem Santa Cruz de Tenerife jest zaprojektowana i wybudowana przez Santiago Calatrava Auditorio de Tenerife.
W mieście jest wiele sklepów z atrakcyjnymi dla turystów cenami. Na całych Wyspach Kanaryjskich obowiązuje 5% podatek VAT.
Od 1701 r. w mieście działa się uniwersytet.

## Port
Pod tym określeniem znana jest strefa, która otacza port „Puerto de Santa Cruz de Tenerife”. W strefie tej znaleźć możemy słynny Plaza de España, gdzie odbywają się największe imprezy świąteczne miasta oraz doroczny Karnawał w Santa Cruz de Tenerife.

## Transport
Santa Cruz de Tenerife posiada rozległą sieć komunikacyjną.
Guaguas Municipales to miejska firma transportowa oferująca 40 linii autobusów, które okrążają miasto wzdłuż i wszerz. 
Transport pomiędzy miastami oferowany jest przez sieć autobusów.

## Znani ludzie
- Àngel Guimerà (1849–1924) – kataloński dramatopisarz i poeta.
- Juan Carlos Fresnadillo (1967) – reżyser, scenarzysta i producent filmowy.
- Pedro Rodríguez Ledesma (1987) – piłkarz występujący na pozycji skrzydłowego lub cofniętego napastnika w klubie Chelsea.

## Klimat
Santa Cruz znajduje się w strefie klimatu subtropikalnego typu półpustynnego, z całorocznym okresem letnim. Średnia roczna temperatura wynosi ponad 24 °C w dzień i 18 °C w nocy. 
W najchłodniejszych miesiącach roku – styczniu i lutym, średnia temperatura wynosi wokół 21 °C w dzień i 15 °C w nocy. Opady śniegu, jak i mróz nigdy nie wystąpiły. Najcieplejszymi miesiącami roku są lipiec i sierpień ze średnią temperaturą wokół 29 °C w dzień i 21-22 °C w nocy. Temperatura jest tutaj stabilna, występują tu małe wahania temperatury, zarówno pomiędzy dniem a nocą oraz pomiędzy kolejnymi dniami.
Santa Cruz ma tylko 30 dni deszczowych rocznie z opadami ≥1mm, licząc od bezdeszczowego okresu od czerwca do sierpnia do 5 dni deszczowych w grudniu. Występuje tutaj ponad 2900 godzin czystej słonecznej pogody rocznie, od 180 h (średnio 5,8 godziny dziennie, prawie 6 razy więcej niż w Polsce) w grudniu do ponad 330 h (średnio 10,8 godzin czystego słońca na dobę) w lipcu. Temperatura morza waha się od 19,3 °C w lutym i marcu do 23,7 °C we wrześniu i październiku.
| Miesiąc                                                                                     | Sty  | Lut  | Mar  | Kwi  | Maj  | Cze  | Lip  | Sie  | Wrz  | Paź  | Lis  | Gru  | Roczna |
| ------------------------------------------------------------------------------------------- | ---- | ---- | ---- | ---- | ---- | ---- | ---- | ---- | ---- | ---- | ---- | ---- | ------ |
| Średnie temperatury w dzień [°C]                                                            | 21.0 | 21.2 | 22.1 | 22.7 | 24.1 | 26.2 | 28.7 | 29.0 | 28.1 | 26.3 | 24.1 | 22.1 | 24,6   |
| Średnie dobowe temperatury [°C]                                                             | 18.2 | 18.3 | 19.0 | 19.7 | 21.0 | 22.9 | 25.0 | 25.5 | 24.9 | 23.4 | 21.3 | 19.4 | 21,5   |
| Średnie temperatury w nocy [°C]                                                             | 15.4 | 15.3 | 15.9 | 16.5 | 17.8 | 19.5 | 21.2 | 21.9 | 21.7 | 20.3 | 18.4 | 16.6 | 18,4   |
| Opady [mm]                                                                                  | 32   | 35   | 38   | 12   | 4    | 1    | 0    | 2    | 7    | 19   | 34   | 43   | 226    |
| Średnia liczba dni z opadami                                                                | 4.2  | 3.8  | 3.8  | 2.4  | 0.9  | 0.2  | 0.0  | 0.3  | 0.9  | 3.1  | 4.7  | 5.4  | 29,7   |
| Wilgotność [%]                                                                              | 64   | 65   | 62   | 61   | 61   | 61   | 58   | 60   | 64   | 66   | 65   | 66   | 63     |
| Średnie usłonecznienie [h]                                                                  | 178  | 186  | 221  | 237  | 282  | 306  | 337  | 319  | 253  | 222  | 178  | 168  | 2913   |
| Źródło: Agencia Estatal de Meteorología (liczba dni z opadami dla wartości 1 mm), 1981–2010 |      |      |      |      |      |      |      |      |      |      |      |      |        |

| Sty  | Lut  | Mar  | Kwi  | Maj  | Cze  | Lip  | Sie  | Wrz  | Paź  | Lis  | Gru  | Rok  |
| ---- | ---- | ---- | ---- | ---- | ---- | ---- | ---- | ---- | ---- | ---- | ---- | ---- |
| 20,2 | 19,3 | 19,3 | 19,6 | 20,2 | 21,2 | 21,9 | 22,8 | 23,7 | 23,6 | 22,3 | 20,8 | 21,2 |

## Miasta partnerskie
- Santa Cruz, Stany Zjednoczone
- Santa Cruz, Boliwia
- Caracas, Wenezuela
- San Antonio, Stany Zjednoczone
- Kadyks, Hiszpania
- Rio de Janeiro, Brazylia
- Nicea, Francja
- Santa Cruz del Norte, Kuba
- Aranda de Duero, Hiszpania
- Gwatemala, Gwatemala
- Hrabstwo Miami-Dade, Stany Zjednoczone
- Sankt Petersburg, Rosja
- Santo Domingo, Dominikana

## Galeria zdjęć

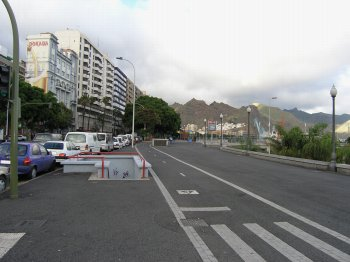
Santa Cruz de Tenerife, Wyspy Kanaryjskie, Hiszpania. Bulwar nabrzeżny. Zima 2004
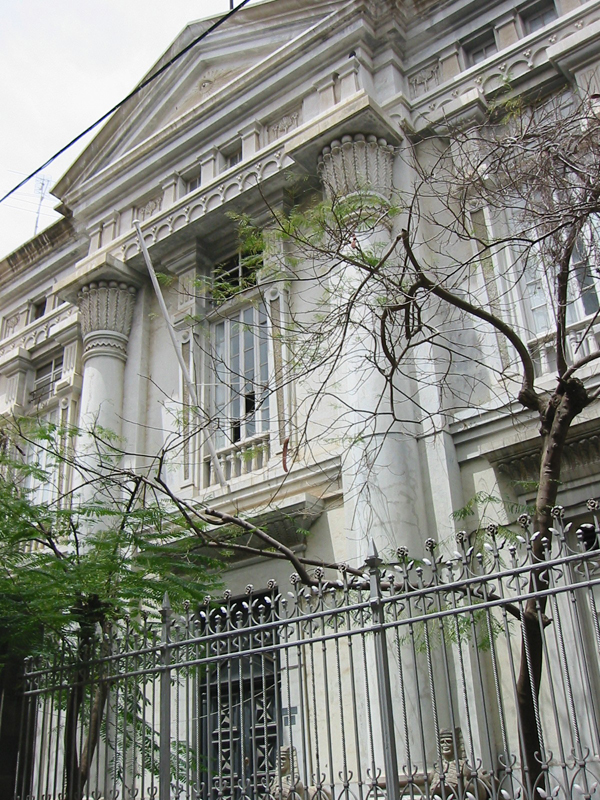
Jedna z najstarszych lóż masońskich w Hiszpanii
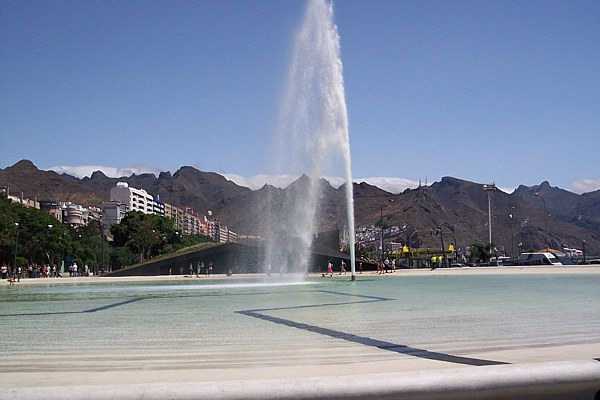
Plaza de España